# Anne Brontëová
Anne Brontëová (nepřechýleně Brontë; 17. ledna 1820 Thornton – 28. května 1849 Scarborough) byla anglická spisovatelka píšící pod pseudonymem Acton Bell, nejmladší z pěti sester Brontëových. Ve svých dílech se zaměřila především na zobrazování strastiplných osudů žen.

## Život

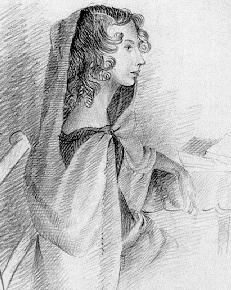
Anne Brontëová, portrét od její sestry Charlotty z roku 1834.

Anne Brontëová se narodila v Thorntonu v Yorkshire poblíž Bradfordu v rodině kněze Patricka Brontëho jako poslední z jeho šesti dětí. Její dvě starší sestry, Charlotte Brontëová a Emily Brontëová, se také staly spisovatelkami, bratr Patrick Branwell Brontë byl malíř a básník. Matka jim zemřela (pravděpodobně na rakovinu močového ústrojí) rok po Annině narození. Dvě nejstarší sestry, jedenáctiletá Maria (1814) a desetiletá Alžběta (Elisabeth) zemřely roku 1825 na plicní tuberkulózu, kterou se nakazily údajně během svého pobytu na dívčí škole Clergy Daughter's School v Cowan Bridge v hrabství Lancashire. Vrozenou dispozici k plicním nemocem měly ovšem všechny Brontëovy děti, a žádné z nich se nedožilo ani 40. roku života.
Úmrtí blízkých členů rodiny měla nesporný vliv na pochmurné ladění literární tvorby sester Brontëových. Úmrtí obou nejstarších dcer vedla otce Brontëa k rozhodnutí vzít děti ze školy do domácího učení. Učily se kromě běžných předmětů domácí práce (které jim nešly), kreslit, malovat (všechny vynikaly výtvarným nadáním), hrát na klavír je učil místní regenschori, literaturu je vyučoval otec především pomocí své bohaté knihovny klasických románů a her, psát se děti učily samy. Domácí škola pro sourozence měla jedinou nevýhodu – stranily se společnosti a měly problémy navazovat kontakty.
Anne navštěvovala ještě krátce školu Miss Wooler's School v Huddersfielde a v letech 1839–1845 pracovala jako guvernantka v rodině reverenda v Thorp Green nedaleko Yorku. Oblíbila si cesty do Yorku a Scarborough. Svůj volný čas však především věnovala psaní, se kterým začala již v dětství společně se svými dvěma sestrami Charlottou a Emily. Jejich společná sbírka básní vyšla pod pseudonymem roku 1846. Následující rok Anne dokončila román Agnes Greyová, o který však (na rozdíl od knih jejích sester) neměli nakladatelé zájem a který nakonec vyšel jako třetí svazek souboru, v němž první díly dva díly tvořil román její sestry Emily Na Větrné hůrce.
Když roku 1848 zemřel bratr Patrick Branwell, který byl slaboch a zničil si život hazardem a alkoholem, otřásla tato tragédie Anniným zdravím i zdravím její sestry Emily tak, že jej o mnoho nepřežily. Emily odmítala svou plicní chorobu léčit a zemřela ještě téhož roku v prosinci. Anne ještě stačila vydat svůj druhý a poslední román Nájemnice z Wildfell Hall (česky jako Dvojí život Heleny Grahamové), ve kterém, inspirována tragickým osudem vlastního bratra, zachytila problémy manželského soužití a alkoholismu.
V následujícím roce se Anna v únoru chtěla zotavit z plicní tuberkulózy pobytem ve svém zamilovaném přímořském městečku Scarborough. Její stav se po dvou měsících náhle zhoršil. Anna zemřela ve Scarborough v Grandhotelu. Na tamním hřbitově východně od mariánského kostela (St. Mary 's Church) je také pochována, nápis na náhrobní desce uvádí chybný věk 28 let. V Grandhotelu (ve své době největším a nejmodernějším v Evropě) bylo zřízeno malé muzeum Rotunda s pamětní síní Anny Brontëové.

## Dílo

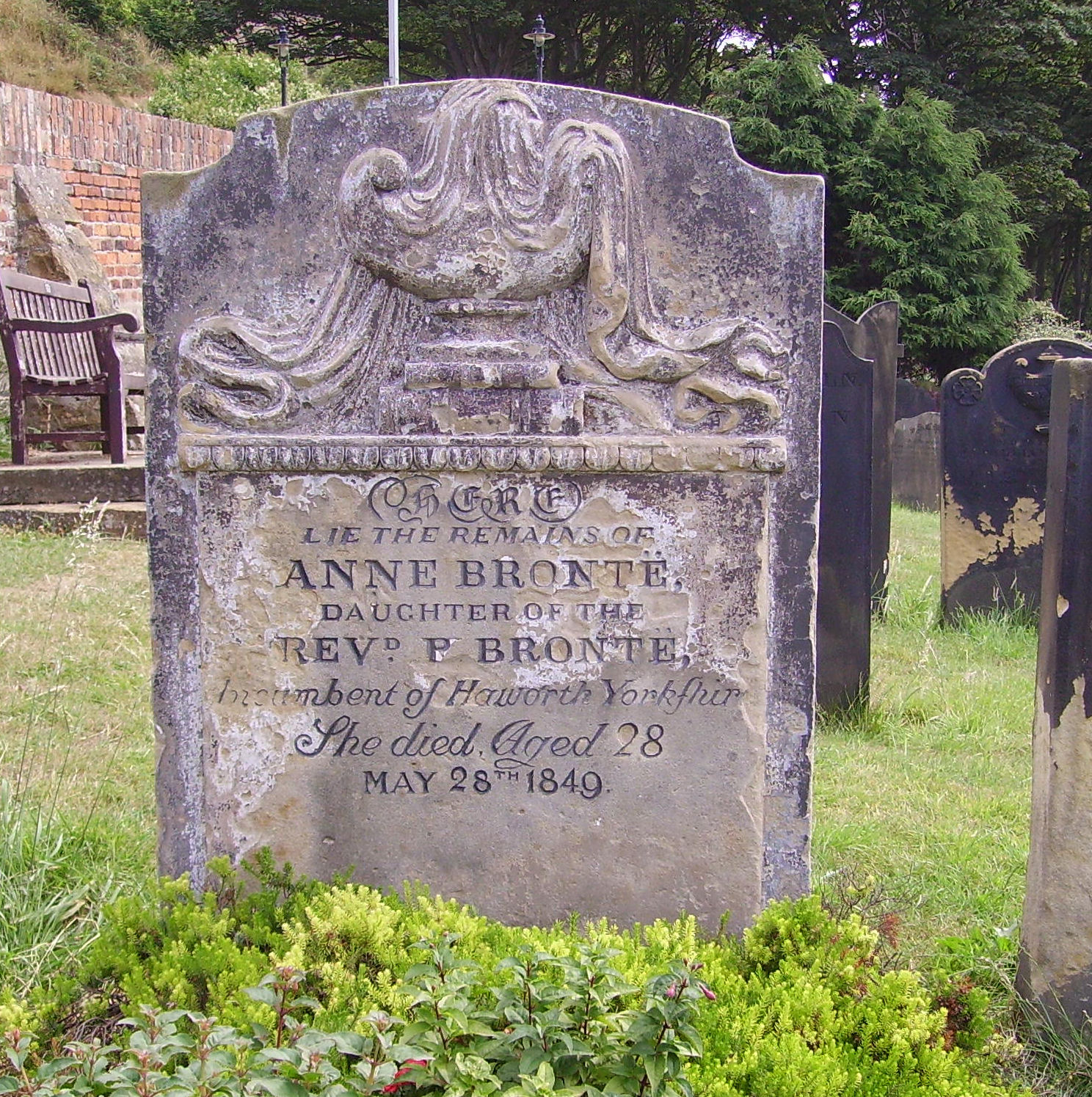
Hrob Anny Brontëové

- Básně Currera, Ellise a Actona Bella (1846, Poems by Currer, Ellis and Acton Bel), společná sbírka básní sester Brontëových vydaná pod pseudonymem.
- Agnes Greyová (1847, Agnes Grey), román, ve kterém autorka kriticky popisuje prostředí a praktiky zaměstnávání vychovatelek podle svých zkušeností vychovatelky.

- Nájemnice z Wildfell Hall (The Tenant Of Wildfell Hall), česky jako Dvojí život Heleny Grahamové, román, ve kterém nás autorka zavádí na tehdejší anglický venkov, kde na pozadí osudu svého bratra, jenž svým rozháraným životem zničil nejen sebe, ale vrhl stín téměř na celou svou rodinu, vypráví příběh postupně ztroskotávajícího manželství nezkušené romantické dívky a venkovského šlechtice, které se rozpadá vinou mužovy neukázněné povahy. Barvitým líčením ženské otázky a sociálních rozporů román bývá hodnocen jak první dílo feminismu.

### Česká vydání
- Dvojí život Heleny Grahamové, Mladá fronta, Praha 1975, přeložila Miroslava Gregorová,
- Dvojí život Heleny Grahamové, Naše vojsko, Praha 1995, přeložila Alena Maxová.
- Dvojí život Heleny Grahamové v 10 dílech, četbu z překladu Miroslavy Gregorové připravila Eva Willigová, četl Lukáš Hlavica, pro Český rozhlas v Praze natočila režisérka Hana Kofránková v roce 2007.